# Eye of the Storm (Dokumentarfilm)
Eye of the Storm ist ein Dokumentarfilm von Anthony Baxter, der Ende Februar 2021 beim Glasgow Film Festival seine Premiere feierte.

## Inhalt und Biografisches

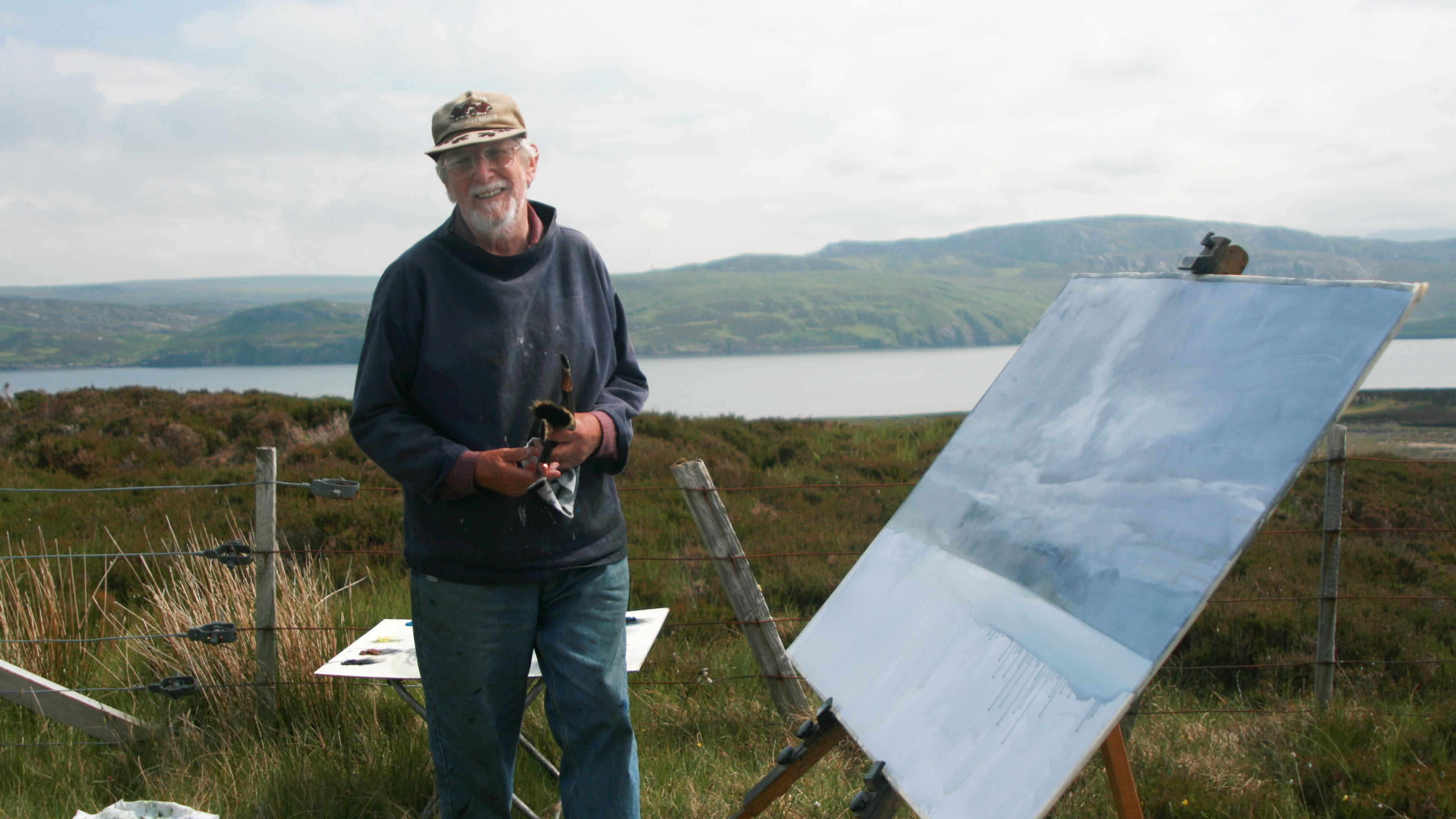
James Morrisons beim Malen

Der Film erzählt die Geschichte von James Morrison in jungen Jahren, als er die Mietshäuser von Glasgow malte, bis hin zu seiner
dramatischen Begegnung mit einem Eisbären, während er schmelzende Eisberge in Nordwestgrönland malte.
James Morrison wurde in Glasgow geboren und studierte von 1950 bis 1954 an der Glasgow School of Art. Im Jahr 1957 gründete er zusammen mit Anda Paterson und James Spence die Glasgow Group of Artists. Morrison unterrichtete an der Royal Scottish Academy und war Mitglied der Royal Scottish Society of Painters in Watercolor. 1965 ging Morrison an das Jordanstone College of Art in Dundee und ließ sich in Montrose nieder. Während seiner Zeit in Glasgow malte er überwiegend Mietshäuser. Als Landschaftsmaler malte er insbesondere die Natur um sein Haus in Angus herum, aber auch  die raue Landschaft von Assynt in Sutherland. Im Rahmen mehrerer Expeditionen besuchte er Südfrankreich, eine Gegend am Polarkreis und  die Region Limpopo in Botswana. Die königliche Familie in Großbritannien besitzt mehrere Gemälde von Morrison, ebenso JK Rowling. Morrison starb im August 2020 vor der Fertigstellung des Films.

## Produktion
Regie führte Anthony Baxter.
Eine erste Vorstellung erfolgte am 28. Februar 2021 beim Glasgow Film Festival.

## Auszeichnungen
BAFTA Scotland Awards 2021
- Auszeichnung in der Kategorie Specialist Factual (Anthony Baxter, Catriona Black, Colin Brown und Richard Phinney)[6]

Glasgow Film Festival 2021
- Nominierung für den Publikumspreis im Offiziellen Wettbewerb (Anthony Baxter)